# Église Saint-Just de Fontaines
L'église Saint-Just de Fontaines est une église située sur le territoire de la commune de Fontaines dans le département français de Saône-et-Loire et la région Bourgogne-Franche-Comté.
Elle relève de la paroisse Saint-Martin-des-Trois-Croix, qui compte dix-huit clochers et a son siège à Chagny.

## Protection
Elle fait l'objet d'une inscription au titre des monuments historiques depuis le 7 juillet 1987.

## Historique
L’édifice date de la fin du XIIIe siècle ou du début du siècle suivant. 
D’architecture cistercienne, l'église est dédiée à saint Just, treizième archevêque de Lyon.
À l’origine, une enceinte fortifiée construite par les habitants de Fontaines protégeait l'édifice, ce qui, cependant, n’empêcha pas, au cours de la guerre de Cent Ans, que l'église soit pillée et partiellement détruite par le feu, au printemps 1362. 
Les évêques de Chalon, seigneurs temporels de Fontaines, la firent peu à peu reconstruire en accentuant ses caractères gothiques. Dans la nef, une clé de voûte portant la date de 1448 marque la fin de ces travaux.
L’une des dernières modifications importantes apportées à son architecture est, en 1829, la suppression de son chevet initialement plat (cistercien), et l’agrandissement du chœur en abside dans le style néogothique.
Le 22 février 1907, l'abbé Groffier curé de la paroisse réalise l'inventaire des biens de la fabrique de Fontaines.  
En novembre 2023, dans la foulée d'une restauration (maçonnerie, charpente, assainissement...) effectuée entre l’été 2020 et 2022, l'édifice s'est vu décerner le prix départemental des « Rubans du patrimoine 2024 » (29e édition du concours).

## Description
L’église se signale de loin par son fort clocher couvert de tuiles vernissées. La tour carrée percée sur chaque face de baies géminées en plein cintre est surmontée d'une flèche de section octogonale recouverte de tuiles vernissées, fréquentes en Bourgogne. Elle est flanquée à sa base de quatre « cornes » encadrées de gargouilles.
Longue de 35 mètres et large de 15,50 mètres, l'église est orientée à l'est. Le remaniement des toitures a amené l'obstruction des baies ogivales des murs de la nef.
Ce clocher abrite trois cloches, en particulier une cloche figurant parmi les plus anciennes du diocèse d'Autun, datée de 1515, classée au titre des Monuments historiques. Il abrite aussi une cloche sonnant en si et pesant environ 293 kg, baptisée Joséphine Francine Adrienne et fondue en 1894 par Jules Robert, fondeur à Nancy.
Du cimetière qui entourait autrefois l'église, il ne subsiste que la croix, avec tablette, sur laquelle on déposait les cercueils avant l'inhumation.
À l'intérieur, on peut noter la présence de quelques pierres tombales dont celle d'un vigneron, celle d'un laboureur, celle d'un bourgeois (avec écu armorié) et celle de François Billardet, curé de Fontaines.

## Mobilier
L'église abrite les statues des patrons tutélaires du village, à savoir saint Hilaire, saint Nicolas et saint Just, œuvres du sculpteur fontenois François Protheau (1823-1865), une Vierge à l’Enfant du même sculpteur, une seconde Vierge en bois polychrome du XVIIe siècle ainsi qu'un autel en pierre sculptée dû au ciseau de Guillaume Bonnet, l’un des maîtres du renouveau de la sculpture religieuse lyonnaise du XIXe siècle.

## Culte
Édifice consacré du diocèse d'Autun relevant de la paroisse Saint-Martin des Trois Croix (siège à Chagny) – qui en est affectataire au titre de la loi de 1905 –, l'église de Fontaines est, plusieurs siècles après sa construction, un lieu de culte catholique. 